# Wolfsbronn

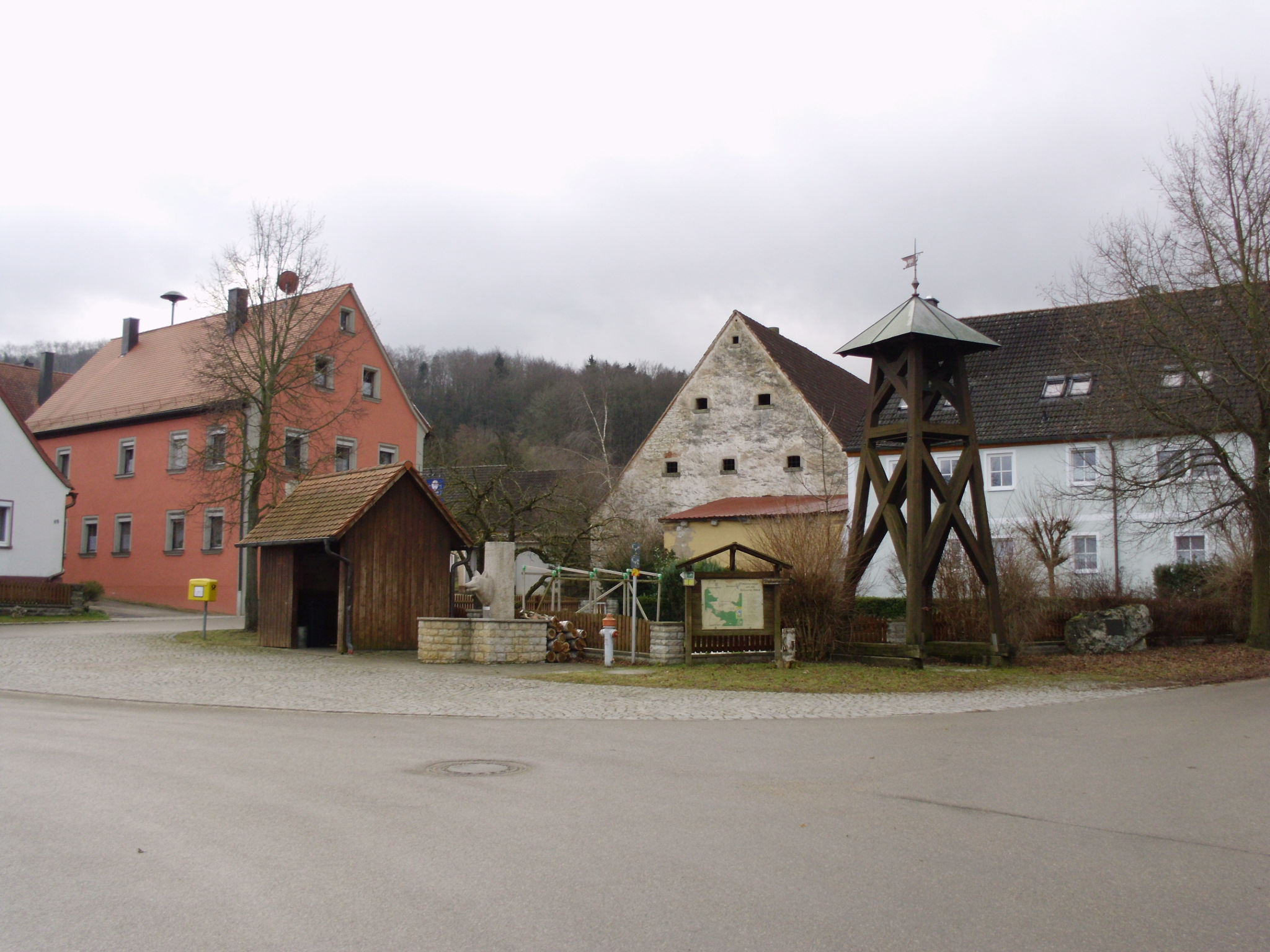
Ortsmitte

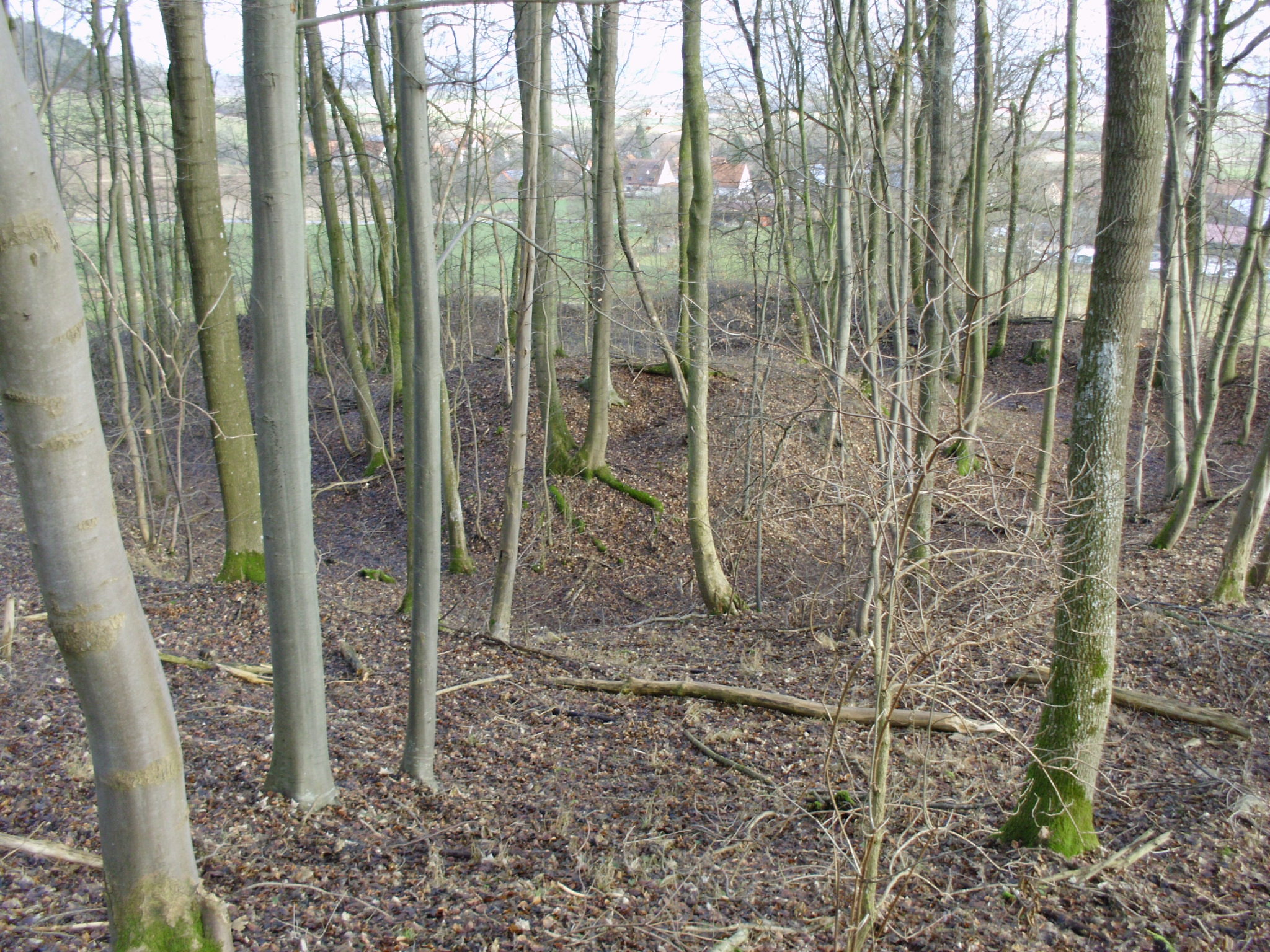
Der Burgstall Lunkenburg

Wolfsbronn ist ein Gemeindeteil der Gemeinde Meinheim im Landkreis Weißenburg-Gunzenhausen (Mittelfranken, Bayern). Wolfsbronn liegt in der Gemarkung Meinheim.

## Geografie
Das Dorf Wolfsbronn liegt am Fuße des Hahnenkamm und nahe dem Dürrenberg, rund 15 Kilometer von Weißenburg und rund zehn Kilometer von Gunzenhausen entfernt. Es wird vom Wolfsbronner Mühlbach, einem Nebenfluss des Altmühlzuflusses Meinheimer Mühlbach, durchflossen. Durch den Ort führt die Kreisstraße WUG 34, die Wolfsbronn mit der nahen Staatsstraße 2230 verbindet.
Die Nachbarorte sind Papiermühle, Sägmühle, Baierleinsmühle und Oberweiler.

## Natur

### Steinerne Rinne

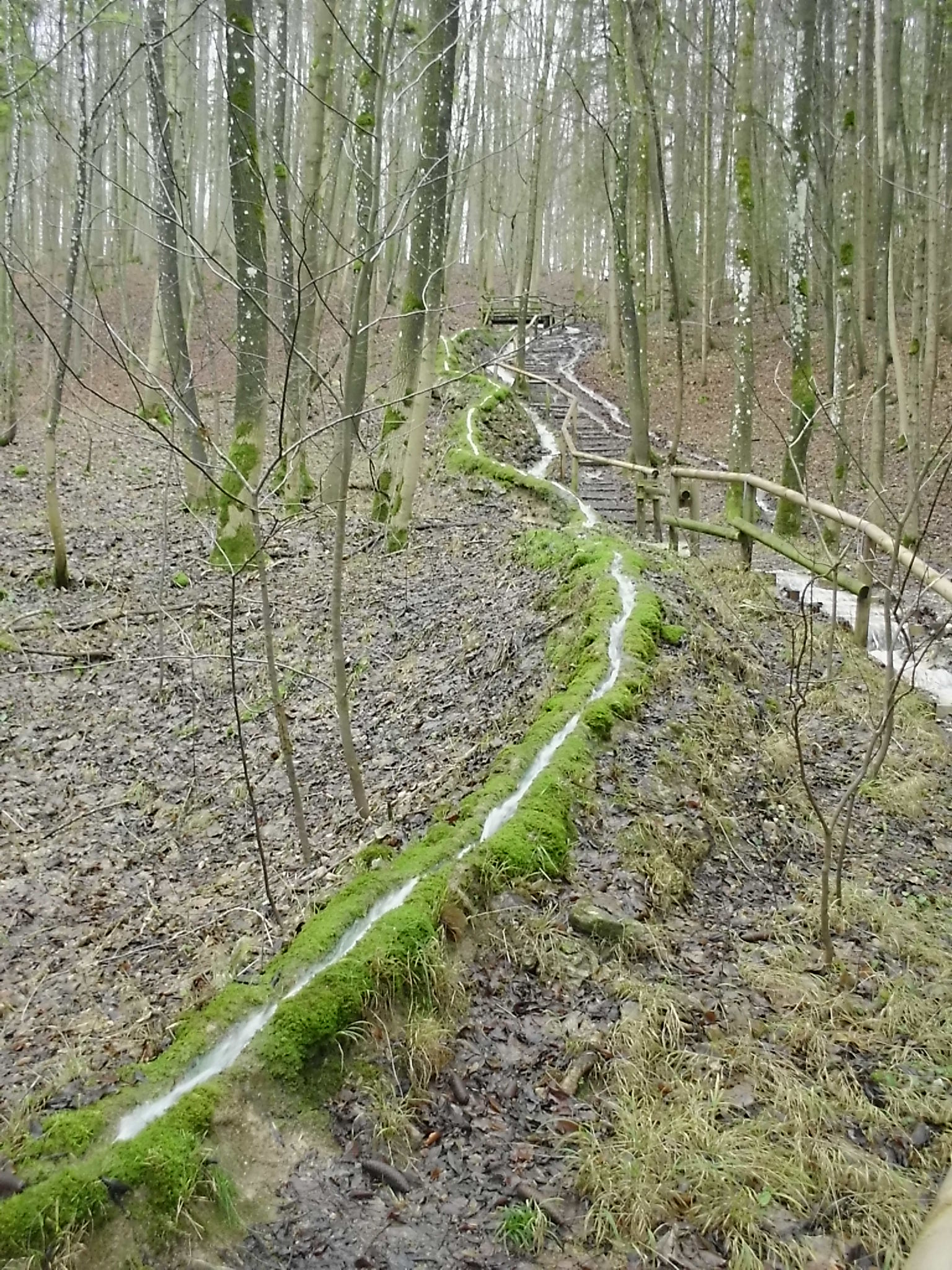
Die Steinerne Rinne bei Wolfsbronn

Im Wald an der Kreisstraße WUG 34 verläuft etwa 300 Meter südwestlich von Wolfsbronn eine von mehreren Steinernen Rinnen des Hahnenkammgebiets, ein Tuff-Damm. Das Gebiet ist als Naturschutzgebiet und Geotop ausgewiesen.
Die Rinne ist etwa 130 Meter lang und bis zu 160 Zentimeter hoch.

### Bachlauf mit Sinterbecken

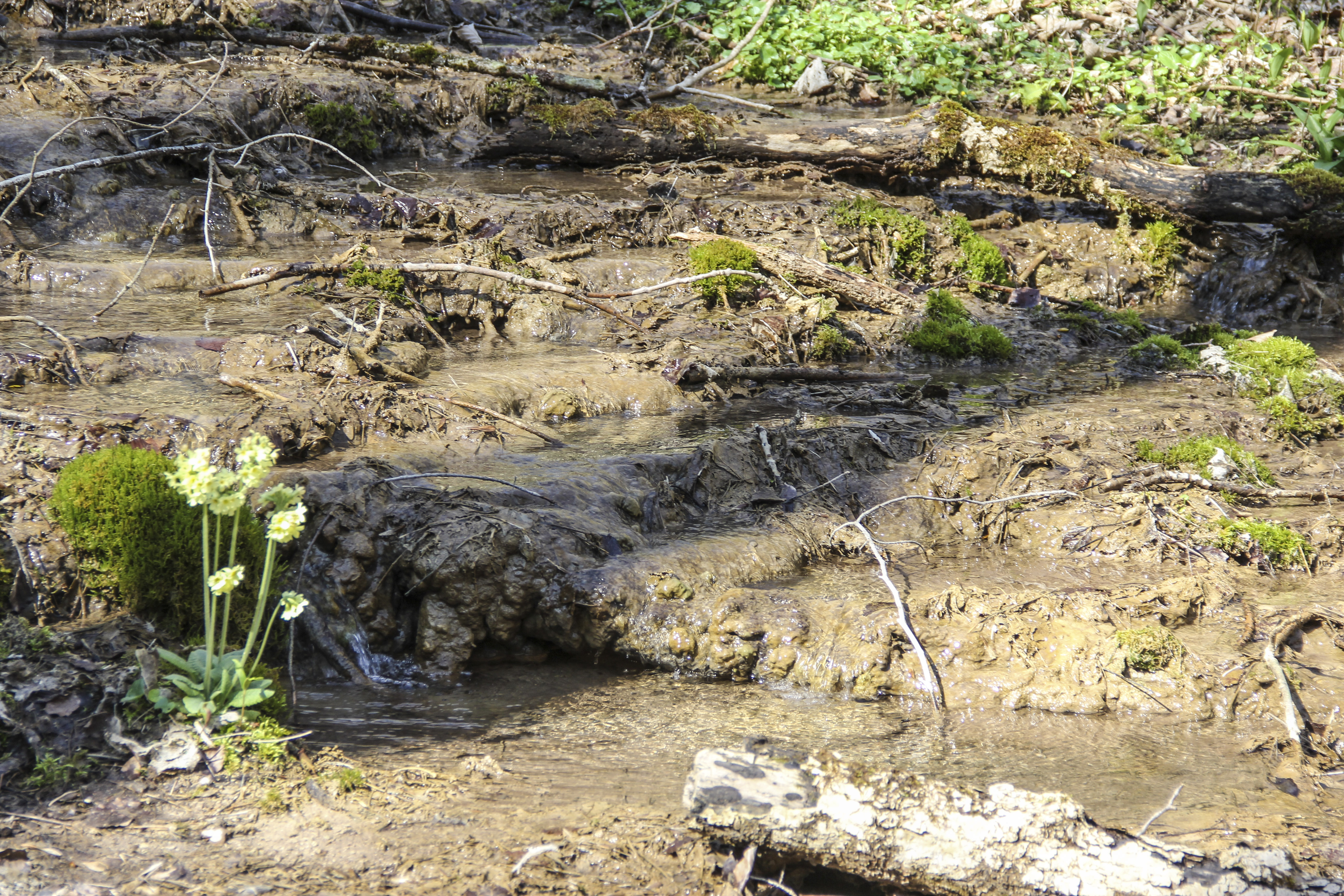
Bachlauf mit Sinterbecken

Westlich der Papiermühle liegt ein weiteres Geotop. Der Bach hat hier auf einer Länge von etwa 100 Metern mehrere Sinterbecken herausgebildet. Durch Waldpflegearbeiten ist der Zustand beeinträchtigt und die Becken zum Teil verschlammt (Stand März 2014).

## Geschichte
Der Ort wurde im Jahr 1400 erstmals urkundlich erwähnt. Ab dem 11./12. Jahrhundert befand sich nahe Wolfsbronn die 1400 bereits als Burgstall bezeichnete Lunkenburg.
Im Ort steht ein Glockenturm mit flachem Zeltdach und Wetterfahne aus dem Jahr 1912. Des Weiteren existiert eine historische Papiermühle aus dem 18. Jahrhundert.
Anfang des 19. Jahrhunderts, kurz vor der Säkularisation, bestand das Dorf, das zum Ansbachischen Oberamt Hohentrüdingen gehörte, aus 22 Untertanen. 14 waren direkte Ansbachische Untertanen, 5 Pappenheimische und 3 Eichstättische Untertanen; letztere gehörten zum Oberländischen Pfleg- und Kastenamt Sandsee-Pleinfeld. Die Blutgerichtsbarkeit (Fraisch) und die Gemeindeherrschaft war Ansbachisch, die Stationsherrschaft und die Erbtafern Eichstättisch. Der Mühlbach trieb zu dieser Zeit vor und hinter dem Dorf eine Mühle.
Mit dem Gemeindeedikt (frühes 19. Jahrhundert) entstand die Ruralgemeinde Wolfsbronn, zu der Baierleinsmühle, Papiermühle und Sägmühle gehörten. Im Zuge der Gebietsreform in Bayern wurde diese am 1. Oktober 1972 in die Gemeinde Meinheim eingegliedert.

### Einwohnerentwicklung
| Jahr                   | 1900 | 1925 | 1950 | 1987 |
| Einwohnerzahl Gemeinde | 118  | 113  | 161  |      |
| Einwohnerzahl Dorf     | 103  | 98   | 128  | 84   |

### Baudenkmäler
- Lunkenburg
- Burgstall Buschl